# FC Norma Tallinn
El FC Norma Tallinn era un club de fútbol de Estonia, de la ciudad de Tallin. Fue fundado en 1959 y desapareció en 1997.

## Historia
Fundado en 1959, el Norma Tallinn fue uno de los principales clubes de la Estonia soviética, siendo el equipo que más ediciones disputó de la Liga de la RSS de Estonia, un total de 32. Ganó este honorífico campeonato en cinco ocasiones (1964, 1967, 1970, 1979 y 1988), sumando también seis títulos de la Copa de la RSS de Estonia (1962, 1965, 1971, 1973, 1974 y 1989).
Tras la independencia de Estonia, el Norma Tallinn se convirtió en el club representativo de la minoría étnica rusa del país. Fue campeón de las dos primeras ediciones de la Meistriliiga, en 1992 y 1993. También disputó las dos primeras finales de la Copa de Estonia, en 1993 y 1994, perdiendo la primera contra el Nikol Tallinn y ganando la segunda al JK Narva Trans.
En 1994, terminó la liga empatado a puntos con el FC Flora Tallinn, por lo que se disputó un partido de desempate. En ese encuentro el FC Norma alineó un equipo de juveniles como protesta ante la controvertida decisión de la Federación Estonia de expulsar del campeonato al FC Tevalte Tallinn. Finalmente el Norma perdió el partido (2-5) y en consecuencia, la liga.
Al año siguiente, el Norma descendió a la Esiliiga (segunda división) tras perder una inesperada promoción de permanencia que, curiosamente, se disputó para poder readmitir al Tevalte en la Meistriliiga. En 1997 fue disuelto después de bajar a la II Liiga (tercera división).

## Palmarés

### Era Soviética
- Liga Soviética de Estonia (5): 1964, 1967, 1970, 1979, 1988
- Copa Soviética de Estonia (6):[2] 1962, 1965, 1971, 1973, 1974, 1989

### Era Independiente
- Liga de Estonia (2): 1992, 1993
- Copa de Estonia (1): 1994

## Participación en competiciones de la UEFA
| Temporada | Torneo           | Ronda             | Club               | Casa | Visita | Global |
| --------- | ---------------- | ----------------- | ------------------ | ---- | ------ | ------ |
| 1992–93   | Champions League | 1° Clasificatoria | Olimpija Ljubljana | 0–2  | 0–3    | 0–5    |
| 1993–94   | Champions League | 1° Clasificatoria | HJK Helsinki       | 0–1  | 1–1    | 1–2    |
| 1994–95   | Cup Winners' Cup | 1° Clasificatoria | Maribor            | 1–4  | 0–10   | 1–14   |